# شب رؤیایی
شب رؤیایی (به آلمانی: Phantastische Nacht) رمانی از اشتفان تسوایگ، نویسندهٔ اهل اتریش است که سال ۱۹۲۲ منتشر شده‌است.